# Lemonade Days〜THE BEST OF JIGGER'S SON 1992-1995
「Lemonade Days〜THE BEST OF JIGGER'S SON 1992-1995」(レモネードデイズ ザ ベストオブジガーズサン 1992-1995)は、JIGGER'S SONのベストアルバム。

## 概要
TRIAD移籍前の初期楽曲集。レコード会社が主導してリリースしたため、ボーカルの覚自身「アルバム持ってる人は自分で作れますので……」と宣伝しており、後年覚が選曲したベストアルバムのリリースを以て廃盤となった。

## 収録曲
1. 大丈夫
2. 告白
3. 缶ビール
4. 顔を上げて
5. 雪
6. 好きになりたい
7. さようなら
8. 河
9. また明日
10. 何もしてあげない
11. 君が降らせた雨
12. 月
13. 流れ星が見える丘
14. お宝 〜大切な君だから〜